# Estadio Infierno Verde
El estadio Infierno Verde (también llamado estadio del Infierno Verde o estadio ecológico de Mariscal Estigarribia) es un pequeño estadio de fútbol de Paraguay ubicado en la ciudad de Mariscal Estigarribia (Boquerón), y es propiedad de la Liga Deportiva Boquerón, que hace de anfitrión en él. Cuenta con una capacidad para 500 espectadores sentados y para unos 2.000 espectadores parados.

## Origen del nombre
El estadio recibe su nombre actual debido a que se encuentra en el medio mismo del Chaco Paraguayo, que debido a sus extremadamente altas temperaturas, a la escasez de agua, a su abundante vegetación y a la gran presencia de fauna salvaje es apodado como "El Infierno Verde".
También es llamado popularmente como "La cancha ecológica de Mariscal Estigarribia", debido a la gran cantidad de árboles que existen en la zona, ya que la cancha se encuentra completamente rodeada por un bosque.

## Historia
Fue inaugurado en el año 2002, para ser utilizada como una cancha municipal utilizada por los equipos de la Liga Deportiva Boquerón, para fomentar el deporte entre los pobladores de la zona.

Entrada al estadio.

Debido a la falta de mantenimiento y desinterés de las autoridades municipales, por unos años el recinto cayó en un lamentable estado de abandono. Recién en el año 2019 gracias a la municipalidad de la ciudad se pudo mejorar modestamente la lumínica, los bancos, la cancha y rehabilitar la infraestructura general del estadio.